# Списак југословенских играних филмова
Ово је списак југословенских играних филмова по годинама премијере.
Списак је подељен у три целине:
- 1. филмови који су настали у периоду од 1918. године, када је формирана Краљевина СХС, па до 1941. године, када је почео Други светски рат
- 2. филмови који су настали у периоду од 1945. до 1992. године (у загради иза сваког филма назначено која је република продуцирала филм, а такође су наведени и подаци о копродукцијама)
- 3. филмови који су настали у периоду од 1992. године, када је формирана СР Југославија, па до 2003. године, када је Југославија престала да постоји

## Филмови од 1918. до 1941.
Краљевина СХС / Краљевина Југославија
Први звучни дугометражни филм био је Под југословенским небом из 1934. године.

### 1919.
- Врагољанка
- Ковач распела
- Бришем и судим
- У лављем кавезу
- Двије сиротице
- Дама са црном кринком
- Матија Губец

### 1920.
- Грицка вијештица

### 1922.
- Трагедија наше деце
- Страст за пустоловином

### 1923.
- За кору хлеба
- Качаци у Топчидеру

### 1925.
- Дворови у самоћи

### 1926.
- Рударева срећа

### 1927.
- Грешница без греха
- Краљ Чарлстона

### 1929.
- Кроз буру и огањ

### 1930.
- Грјешнице

### 1932.
- С вером у Бога

## Филмови од 1945. до 1992.
ФНР Југославија / СФР Југославија

### 1947.
- Славица (срб)
- Живјеће овај народ (хрв)

### 1948.
- Бесмртна младост (срб)
- Живот је наш (срб)
- Софка (срб)
- На својој земљи (Na svoji zemlji) (сло)

### 1949.
- Барба Жване (срб)
- Прича о фабрици (срб)
- Мајка Катина (срб)
- Застава (хрв)

### 1950.
- Језеро (срб)
- Црвени цвет (срб)
- Чудотворни мач (срб)
- Плави 9 (хрв)

### 1951.
- Последњи дан (срб)
- Дечак Мита (срб)
- Мајор Баук (бих)
- Бакоња фра Брне (хрв)
- Трст (сло)
- Кекец  (сло)

### 1952.
- Сви на море (срб)
- Хоја! Леро! (срб)
- У олуји (хрв)
- Цигули мигули (хрв)
- Фросина (мак)
- Свет на Кајжарју (сло)

### 1953.
- Општинско дете (срб)
- Циганка (срб)
- Била сам јача (срб)
- Далеко је сунце (срб)
- Невјера (срб)
- Камени хоризонт (хрв)
- Сињи галеб (хрв)
- Весна (сло)
- Скоројевићи (Jara gospoda) (сло)

### 1954.
- Сумњиво лице (срб)
- Аникина времена (срб)
- Последњи мост (Die Letzte Brucke) (срб+Аустрија)
- Стојан Мутикаша (бих)
- Концерт (хрв)

### 1955.
- Ешалон доктора М. (срб)
- Њих двојица (срб)
- Песма са Кумбаре (срб)
- Два зрна грожђа (срб+Грчка)
- Крвави пут (срб+Норвешка)
- Лажни цар (цг)
- Шолаја (бих)
- Ханка (бих)
- Јубилеј господина Икла (хрв)
- Милијуни на отоку (хрв)
- Девојка и храст (хрв)
- Вучја ноћ (Волча нок) (мак)
- Тренуци одлуке (Trenutki odločitve) (сло)
- Три приче (Tri zgodbe) (сло)

### 1956.
- Последњи колосек (срб)
- Велики и мали (срб)
- Путници са Сплендида (срб)
- Потрага (срб)
- Ципелице на асфалту (срб)
- Клисура (срб)
- У мрежи (цг)
- Зле паре (цг)
- Под сумњом (бих)
- Не окрећи се сине (хрв)
- Опсада (хрв)
- Долина мира (Dolina miru) (сло)

### 1957.
- Поп Ћира и поп Спира (срб)
- Суботом увече (срб)
- Потражи Ванду Кос (срб)
- Зеница (срб)
- Мале ствари (срб)
- Крвава кошуља (цг)
- Туђа земља (бих)
- Вратићу се (бих)
- Није било узалуд (хрв)
- Само људи (хрв)
- Свога тела господар (хрв)
- Наши се путови разилазе (хрв)
- Мали човек (мак)
- Не чекај на мај (Ne čakaj na maj) (сло)

### 1958.
- Госпођа министарка (срб)
- Четири километра на сат (срб)
- Те ноћи (срб)
- Једини излаз (срб)
- Погон Б (срб)
- Рафал у небо (срб)
- Кроз грање небо (срб+САД)
- Алекса Дундић (срб+СССР)
- Три корака у празно (цг)
- Црни бисери (хрв)
- H-8 (хрв)
- Мис Стон (мак)
- Добро море (Dobro morje) (сло)
- Кала (сло)

### 1959.
- Сам (срб)
- Осма врата (срб)
- Ветар је стао пред зору (срб)
- Кампо Мамула (срб)
- Пет минута раја (бих)
- Врата остају отворена (бих)
- Ноћи и јутра (бих)
- Влак без возног реда (хрв)
- Пукотина раја (хрв)
- Пико (хрв)
- Јурњава за мотором (хрв)
- Три Ане (мак)
- Виза зла (Виза на злото) (мак)
- Три четвртине Сунца (Tri četrtine Sonca) (сло)
- Добри стари клавир (Dobri stari pianino) (сло)

### 1960.
- Дилижанса снова (срб)
- Капетан Леши (срб)
- Љубав и мода (срб)
- Заједнички стан (срб)
- Боље је умети (срб)
- Друг председник центарфор (срб)
- Партизанске приче (срб+САД)
- Дан четрнаести (цг)
- Сигнали над градом (хрв)
- Рат (хрв)
- Девети круг (хрв)
- Кота 905 (хрв)
- X-25 јавља (сло)
- Акција (сло)
- Забава (Veselica) (сло)

### 1961.
- Први грађанин мале вароши (срб)
- Нема малих богова (срб)
- Срећа у торби (срб)
- Двоје (срб)
- Узаврели град (срб)
- Лето је криво за све (срб)
- Избирачица (срб)
- Песма (срб)
- Степенице храбрости (срб)
- Каролина Ријечка (срб)
- Пустолов пред вратима (срб+хрв)
- Судар на паралелама (срб+хрв)
- Не дирај у срећу (цг)
- Небески одред (цг)
- Велика турнеја (бих)
- Парче плавог неба (бих)
- Мартин у облацима (хрв)
- Царево ново рухо (хрв)
- Абецеда страха (хрв)
- Срећа долази у 9 (хрв)
- Потрага за змајем (хрв)
- Велико суђење (хрв)
- Игре на скелама (хрв)
- Солунски атентатори (мак)
- Мирно лето (мак)
- Балада о труби и облаку (Balada o trobenti in oblaku) (сло)
- Плес на киши (Ples v dežju) (сло)
- Ноћни излет (Nočni izlet) (сло)
- Породични дневник (Družinski dnevnik) (сло)
- Ти ловиш-Племе Брзоногих (Ti loviš) (сло)

### 1962.
- Чудна девојка (срб)
- Звиждук у осам (срб)
- Саша (срб)
- Др (срб)
- Обрачун (срб)
- Медаљон са три срца (срб)
- Прекобројна (срб)
- Прозван је и V-3 (срб)
- Сибирска леди Магбет (срб+Пољска)
- Козара (бих)
- Капи, воде, ратници (бих)
- Крст Ракоц (бих)
- Мачак под шљемом (бих)
- Срешћемо се вечерас (бих+сло)
- Рана јесен (хрв)
- Да ли је умро добар човјек? (хрв)
- Шеки снима, пази се (хрв)
- Сјенка славе (хрв)
- Пешчани град (Peščeni grad) (сло)
- Наша кола (Naš avto) (сло)
- Тог лепог дана (Tistega lepega dne) (сло)
- Минута за убиство (Minuta za umor) (сло)

### 1963.
- Дани (срб)
- Операција Тицијан (срб)
- Две ноћи у једном дану (срб)
- Десант на Дрвар (срб)
- Земљаци (срб)
- Радопоље (срб+САД)
- Острва (Verführung am Meer) (срб+Немачка)
- Човек и звер (Mensch und Bestie) (срб+Немачка)
- Човек са фотографије (срб+хрв)
- Мушкарци (цг)
- У сукобу (бих)
- Невесињска пушка (хрв)
- Двоструки обруч (хрв)
- Лицем у лице (хрв)
- Опасни пут (хрв)
- Саморастники (сло)
- Срећно Кекец! (сло+Velika Britanija)

### 1964.
- Марш на Дрину (срб)
- Пут око света (срб)
- Човек из храстове шуме (срб)
- Лито виловито (срб)
- Службени положај (срб)
- Издајник (срб)
- Мушки излет (Herrenpartie) (срб+Немачка)
- Народни посланик (бих+САД)
- На место, грађанине Покорни! (бих)
- Добра коб (бих)
- Вртлог (бих)
- Николетина Бурсаћ (хрв)
- Право стање ствари (хрв)
- Прометеј с отока Вишевице (хрв)
- Свануће (хрв)
- Под истим небом (Под исто небо) (мак)
- Завера (Zarota) (сло)
- Не плачи, Петре (Ne joči, Peter) (сло)

### 1965.
- Три (срб)
- Човек није тица (срб)
- Инспектор (срб)
- Девојка (срб)
- Клаксон (срб)
- Ко пуца отвориће му се (срб)
- Горки део реке (срб+Немачка)
- Доћи и остати (срб+хрв)
- Непријатељ (срб+сло)
- Проверено, нема мина (цг)
- Гласам за љубав (бих)
- Убица на одсуству (бих+Немачка)
- Друга страна медаље (хрв)
- Човик од свита (хрв)
- Кључ (хрв)
- Дани искушења (Денови на искушение) (мак)
- Лажљивица (Lažnivka) (сло)
- Истим путем се не враћај (Po isti poti se ne vraćaj) (сло)
- Мртвима улаз забрањен (Mrtvim vstop prepovedan) (сло)
- Луција (сло)

### 1966.
- Орлови рано лете (срб)
- Рој (срб)
- Пре рата (срб)
- Повратак (срб)
- Сан (срб)
- Штићеник (срб)
- Време љубави (срб)
- Топле године (срб)
- Војник (срб)
- Како су се волели Ромео и Јулија? (срб+Немачка)
- Горке траве (Die Zeugin aus der Hölle) (срб+Немачка)
- Сретни умиру двапут (бих)
- Коњух планином (бих)
- Глинени голуб (бих)
- Поглед у зјеницу сунца (хрв)
- Понедјељак или уторак (хрв)
- Рондо (хрв)
- Седми континент (хрв)
- До победе и даље (До победата и по неа) (мак)
- Амандус (сло)

### 1967.
- Буђење пацова (срб)
- Скупљачи перја (срб)
- Боксери иду у рај (срб)
- Нож (срб)
- Немирни (срб)
- Кад будем мртав и бео (срб)
- Хасанагиница (срб)
- Кораци кроз магле (срб)
- Јутро (срб)
- Љубавни случај или трагедија службенице ПТТ (срб)
- Празник (срб)
- Дивље семе (срб)
- Бомба у 10 и 10 (срб)
- Пошаљи човека у пола два (срб)
- Дим (срб)
- Деца војводе Шмита (срб)
- Добар ветар „Плава птицо“ (срб+СССР)
- Палма међу палмама (срб+цг)
- Соледад (Fruits amers-Soledad) (срб+Италија+Француска)
- Златна праћка (бих)
- Диверзанти (бих)
- Мали војници (бих)
- Бреза (хрв)
- Илузија (хрв)
- Протест (хрв)
- Црне птице (хрв+сло)
- Четврти сапутник (хрв+мак)
- Каја, убит ћу те! (хрв+Француска)
- Македонска крвава свадба (мак)
- Мементо (мак)
- Куда после кише (Каде по доздот) (мак)
- Невидљиви батаљон (Nevidni bataljon) (сло)
- Прича које нема (Zgodba ki je ni) (сло)
- На авионима од папира (Na papirnatih avionih) (сло)
- Тврђава силеџија (Grajski biki) (сло)

### 1968.
- Брат доктора Хомера (срб)
- Подне (срб)
- Кад голубови полете (срб)
- У раскораку (срб)
- Операција „Београд“ (срб)
- Бекства (срб)
- Делије (срб)
- Сирота Марија (срб)
- Пусти снови (срб)
- Поход (срб)
- Има љубави, нема љубави (срб)
- Свети песак (срб)
- Сарајевски атентат (срб)
- Вук са Проклетија (Uka i Вjeshkëve të nemura) (срб)
- Вишња на Ташмајдану (срб+САД)
- Биће скоро пропаст света (срб+Француска)
- Узрок смрти не помињати (срб+Немачка)
- Пре истине (срб+цг)
- Лелејска гора (цг)
- Quo vadis Живораде (бих)
- Рам за слику моје драге (бих)
- Опатица и комесар (бих)
- Сунце туђег неба (бих)
- Уђи, ако хоћеш (бих)
- Голи човјек (хрв)
- Три сата за љубав (хрв)
- Имам двије маме и два тате (хрв)
- Гравитација или фантастична младост чиновника Бориса Хорвата (хрв)
- Планина гнева (Планината на гневот) (мак)
- Довитљиви Кекец (Kekčeve ukane) (сло)
- Сунчани крик (Sončni krik) (сло)
- Пета заседа (сло)

### 1969.
- Силом отац (срб)
- Заседа (срб)
- Рани радови (срб)
- Бог је умро узалуд (срб)
- Велики дан (срб)
- Cross Country (срб)
- Крвава бајка (срб)
- Убиство на свиреп и подмукао начин и из ниских побуда (срб)
- Вране (срб)
- Осека (срб)
- Зазидани (срб)
- Шпијунка без имена (Fräulein Doktor) (срб+Италија)
- Низводно од Сунца (срб+цг)
- Кад чујеш звона (срб+хрв)
- Време без рата (срб+мак)
- Битка на Неретви (Југославија+САД+Италија+Немачка)
- Хороскоп (бих)
- Моја страна света (бих)
- Нека далека свјетлост (бих)
- Срамно лето (бих+цг)
- Мост (бих)
- Догађај (хрв)
- Дивљи анђели (хрв)
- Љубав и понека псовка (хрв)
- Случајни живот (хрв)
- Недјеља (хрв)
- Република у пламену (Републиката во пламен) (мак)
- Седмина (Поздрави Маријо) (сло)

### 1970.
- Бурдуш (срб)
- Сирома сам ал’ сам бесан (срб)
- Лепа парада (срб)
- Лилика (срб)
- Бубе у глави (срб)
- Природна граница (срб)
- Бициклисти (срб)
- Жарки (срб)
- Прва љубав (срб)
- Реквијем (срб)
- Живот је масовна појава (срб)
- Оксиген (Oxygen) (срб+сло)
- Са друге стране (Onkraj) (срб+сло)
- Црвено класје (Rdece klasje) (срб+сло)
- Драга Ирена! (бих)
- Бабље љето (хрв)
- Иду дани (хрв)
- Једанаеста заповијед (хрв)
- Лисице (хрв)
- Пут у рај (хрв)
- Храњеник (хрв)
- Дружба Пере Квржице (хрв)
- Тко пјева зло не мисли (хрв)
- Цена града (Цената на градот) (мак)

### 1971.
- Бубашинтер (срб)
- Млад и здрав као ружа (срб)
- Доручак са ђаволом (срб)
- Опклада (срб)
- Балада о свирепом (срб)
- Моја луда глава (срб)
- Пластични Исус (срб)
- W.R. Мистерије организма (срб)
- Последња станица (Poslednja postaja) (срб+сло)
- Улога моје породице у свјетској револуцији (бих)
- Клопка за генерала (бих)
- Нокаут (бих)
- Овчар (бих)
- Путовање на мјесто несреће (хрв)
- У гори расте зелен бор (хрв)
- Мириси, злато и тамјан (хрв)
- Деветнаест дјевојака и један морнар (хрв)
- Жеђ (мак)
- Црно семе (мак)
- Македонски део пакла (Македонскиот дел од пеколот) (мак)
- Машкарада (сло)
- На кланцу (сло)
- Мртва лађа (сло)

### 1972.
- Киша (срб)
- Трагови црне девојке (срб)
- Девојка са Космаја (срб)
- Пуковниковица (срб)
- Звезде су очи ратника (срб)
- Бреме (срб)
- Друштвена игра (срб)
- И Бог створи кафанску певачицу (срб+Немачка)
- Мајстор и Маргарита (Maestro e Margherita) (срб+Италија)
- Валтер брани Сарајево (бих)
- Слике из живота ударника (бих)
- Девето чудо на истоку (бих)
- Вук самотњак (хрв)
- Лов на јелене (хрв)
- Први сплитски одред (хрв)
- Послијеподне једног фазана (хрв)
- Жива истина (хрв)
- Кад дође лав (Ko pride lev) (сло)
- Како умрети (Si të vdiset) (кос/алб)

### 1973.
- Жута (срб)
- Паја и Јаре (срб)
- Мирко и Славко (срб)
- Бомбаши (срб)
- Самртно пролеће (срб+САД+Шпанија)
- Уклети смо, Ирина (Колнати сме, Ирина) (срб+мак)
- Бегунац (Begunec) (срб+сло)
- Свадба (цг)
- Сутјеска (бих+срб)
- Кужиш стари мој (хрв)
- Живјети од љубави (хрв)
- Кроника једног злочина (хрв)
- Размеђа (хрв)
- Тимон (хрв)
- Пастирчићи (Pastirci) (сло+хрв)
- Лет мртве птице (сло)
- Јесење цвеће (Cvetje v jeseni) (сло)
- Љубав на браздама (Ljubezen na odoru) (сло)

### 1974.
- Отписани (срб)
- Ужичка Република (срб)
- СБ затвара круг (срб)
- Кошава (срб)
- Црвени удар (срб)
- Парлог (срб)
- Против Кинга (срб)
- Партизани (срб+САД+Линхенштајн)
- Дервиш и смрт (срб+цг+бих)
- Поленов прах (бих)
- Капетан Микула Мали (хрв)
- Представа „Хамлета“ у Мрдуши Доњој (хрв)
- Депс (хрв)
- Куд пукло да пукло (хрв)
- Страх (сло)
- Пролећни ветар (Pomladni veter) (сло)

### 1975.
- Дечак и виолина (срб)
- Зимовање у Јакобсфелду (срб)
- Павле Павловић (срб)
- Доктор Младен (срб)
- Кичма (срб)
- Познајете ли Павла Плеша? (срб)
- Тестамент (срб)
- Наивко (срб+Немачка)
- Атентат у Сарајеву (срб+бих+хрв+Мађарска+Чехословачка+Немачка))
- Сељачка буна 1573. (хрв+срб)
- Црвена земља (сло+срб)
- Хитлер из нашег сокака (хрв)
- Муке по Мати (хрв)
- Кућа (хрв)
- Јад (Покој, рци, јад) (мак)
- Прича о добрим људима (Povest o dobrih ljudeh) (сло)
- Између страха и дужности (Med strahom in dolžnostjo) (сло)
- Дивота прашине (Čudoviti prah) (сло)

### 1976.
- Девојачки мост (срб)
- Чувар плаже у зимском периоду (срб)
- Салаш у Малом Риту (филм) (срб)
- Војникова љубав (срб)
- Повратак отписаних (срб)
- Вагон ли (срб)
- Врхови Зеленгоре (срб+цг+хр)
- Четири дана до смрти (хрв+сло)
- Влак у снијегу (хрв)
- Избавитељ (хрв)
- Најдужи пут (Најдолгиот пат) (мак)
- Идеалист (Idealist) (сло)
- Удовиштво Каролине Жашлер (Vdovstvo Karoline Žašler) (сло)
- Беле траве (сло)

### 1977.
- Специјално васпитање (срб)
- Хајка (срб)
- Љубавни живот Будимира Трајковића (срб)
- Пас који је волео возове (срб)
- Мирис пољског цвећа (срб)
- Лептиров облак (срб)
- Луде године (срб)
- Бештије (цг+срб)
- Акција стадион (хрв+срб)
- Хајдучка времена (хрв)
- Летачи великог неба (хрв)
- Луди дани (хрв)
- Мећава (хрв)
- Не нагињи се ван (хрв)
- Пуцањ (хрв)
- Исправи се, Делфина (мак+срб)
- Пресуда (мак)
- Срећа на ланцу (Sreća na vrvici) (сло)
- Мангупи (To so gadi) (сло)

### 1978.
- Двобој за јужну пругу (срб)
- Није него (срб)
- Тигар (срб)
- Стићи пре свитања (срб)
- Бошко Буха (срб)
- Судбине (срб)
- Тренер (срб)
- Квар (срб)
- Павиљон VI (срб)
- Поглед у ноћ (срб)
- Љубав и бијес (срб)
- Тамо и натраг (срб)
- Мирис земље (срб)
- Трен (срб+САД)
- Пријеки суд (хрв+срб)
- Окупација у 26 слика (хрв)
- Посљедњи подвиг диверзанта Облака (хрв)
- Браво маестро (хрв)
- Љубица (хрв)
- Кад јагоде зру (Ko zorijo jagode) (сло)
- Прослава пролећа (Praznovanje pomladi) (сло)

### 1979.
- Национална класа (срб)
- Освајање слободе (срб)
- Другарчине (срб)
- Личне ствари (срб)
- Последња трка (срб)
- Јована Лукина (срб)
- Усијање (срб)
- Трофеј (срб)
- Земаљски дани теку (срб)
- Срећна породица (срб)
- Радио Вихор зове Анђелију (срб)
- Човјек кога треба убити (хрв+цг)
- Партизанска ескадрила (бих)
- Повратак (хрв)
- Дај што даш (хрв)
- Новинар (хрв)
- Годишња доба Жељке, Вишње и Бранке (хрв)
- Паклени оток (хрв)
- Успорено кретање (хрв)
- Живи били па видјели (хрв)
- Прико сињег мора (хрв)
- Тражења (Iskanja) (сло)
- Драга моја Иза (сло)
- Грч (Krč) (сло)
- Убиј ме нежно (сло)

### 1980.
- Ко то тамо пева (срб)
- Петријин венац (срб)
- Посебан третман (срб)
- Хајдук (срб)
- Дошло доба да се љубав проба (срб)
- Позоришна веза (срб)
- Осам кила среће (срб)
- Дани од снова (срб)
- Снови, живот, смрт Филипа Филиповића (срб)
- Мајстори, мајстори (срб+бих)
- Светозар Марковић (срб+хрв)
- Рад на одређено време (срб+хрв)
- Авантуре Боривоја Шурдиловића (срб+хрв)
- Панонски врх (срб+Мађарска)
- Сплав медузе (сло+срб)
- Которски морнари (цг+Немачка)
- Пркосна делта (бих)
- Тајна Николе Тесле (хрв)
- Изгубљени завичај (хрв)
- Луда кућа (хрв)
- Госпођица (хрв)
- Оловна бригада (мак)
- Време, води (мак)
- Довиђења у следећем рату (Nasvidenje v naslednji vojni) (сло)
- Трансфер (Prestop) (сло)
- Бели трагови (Gjërmet e barëdha) (кос/алб)

### 1981.
- Доротеј (срб)
- Дечко који обећава (срб)
- Ерогена зона (срб)
- Сок од шљива (срб)
- Лаф у срцу (срб)
- Широко је лишће (срб)
- Лов у мутном (срб)
- Берлин капут (срб)
- Шеста брзина (срб)
- Нека друга жена (срб)
- Љуби, љуби, ал' главу не губи (срб)
- Пикник у Тополи (срб)
- Ритам злочина (срб)
- Сезона мира у Паризу (срб+Француска)
- Сјећаш ли се Доли Бел (срб+бих)
- Краљевски воз (срб+хрв)
- Пад Италије (хрв+срб)
- Бановић Страхиња (срб+хрв+Немачка)
- Газија (бих)
- Само једном се љуби (хрв)
- Гости из галаксије (хрв)
- Снађи се, друже (хрв)
- Високи напон (хрв)
- Влаком према југу (хрв)
- Црвени коњ (Црвениот коњ) (мак)
- Кризно раздобље (Krizno obdobje) (сло)

### 1982.
- Маратонци трче почасни круг (срб)
- Идемо даље (срб)
- Тесна кожа (срб)
- Директан пренос (срб)
- Недељни ручак (срб)
- Савамала (срб)
- Прогон (срб)
- Далеко небо (срб)
- Залазак сунца (срб)
- Саблазан (срб)
- Мирис дуња (срб)
- Сутон (Twilight Time) (срб+САД)
- Смрт господина Голуже (срб+Чехословачка)
- Вариола вера (срб+хрв)
- Мој тата на одређено време (срб+хрв)
- Живети као сав нормалан свет (хрв+срб)
- 13. јул (цг)
- Киклоп (хрв)
- Хоћу живјети (хрв)
- Сервантес из Малог миста (хрв)
- Злочин у школи (хрв)
- Немир (хрв)
- Јужна стаза (Јужна патека) (мак)
- Настојање (бих)
- Двиje половине срца (бих)
- Десети брат (сло)
- Борба са вртачом (Boj na požiralniku) (сло)
- Неплодност (Pustota) (сло)
- Расељено лице (Razseljena oseba) (сло)
- Црвени буги (Rdeči boogie) (сло)
- Ђачко доба проналазача Полжа (Učna leta izumitelja Polža) (сло)
- Зец са пет ногу (Lepuri me pesë këmbë) (кос/алб)

### 1983.
- Балкан експрес (срб)
- Хало такси (срб)
- Игмански марш (срб)
- Тимочка буна (срб)
- Како сам систематски уништен од идиота (срб)
- Велики транспорт (срб)
- Човек са четири ноге (срб)
- Какав деда такав унук (срб)
- Друга генерација (срб)
- Нешто између (срб)
- Степенице за небо (срб)
- Иди ми, дођи ми (срб)
- Шећерна водица (Zuckerwasser) (срб+бих)
- Још овај пут (срб+хрв)
- Маховина на асфалту (срб+хрв)
- Трећи кључ (хрв+срб)
- Задах тела (срб+сло)
- Писмо - Глава (хрв)
- Медени мјесец (хрв)
- С. П. У. К. (хрв)
- Дах (Dih) (сло)
- Ева (сло)
- Три прилога словенској лудости (Trije prispevki k slovenski blaznosti ) (сло)
- Набујала река (Përroi vërshves) (кос/алб)

### 1984.
- Варљиво лето '68 (срб)
- Балкански шпијун (срб)
- Давитељ против давитеља (срб)
- Крај рата (срб)
- О покојнику све најлепше (срб)
- Мољац (срб)
- Шта се згоди кад се љубав роди (срб)
- Нема проблема (срб)
- Лазар (срб)
- Пази шта радиш (Матуранти) (срб)
- Јагуаров скок (срб)
- Грозница љубави (срб)
- Шта је с тобом, Нина (срб)
- Војници (срб)
- Пејзажи у магли (срб)
- Чудо невиђено (цг+срб)
- Камионџије поново возе (срб+хрв)
- Опасни траг (срб+цг+сло+хрв)
- Уна (хрв+срб)
- У раљама живота (хрв+срб)
- Рани снијег у Минхену (срб+хрв+мак)
- Амбасадор (хрв+бих)
- Мала пљачка влака (хрв+бих)
- Ујед анђела (хрв)
- Тајна старог тавана (хрв+Чехословачка)
- Задарски мементо (хрв)
- Не рекох ли ти (Нели ти реков) (мак)
- Наслеђе (Dediščina) (сло)
- Љубав (Ljubezen) (сло)
- Алал такво сунце (Nobeno sonce) (сло)
- Весела свадба (Veselo gostivanje) (сло)
- Године одлуке (Leta odločitve) (сло)
- Човек од земље (Njeriu prei dheut) (кос/алб)
- Прока (кос/алб)

### 1985.
- Бал на води (Hey Babu Riba) (срб)
- Није лако са мушкарцима (срб)
- Живот је леп (срб)
- Ћао, инспекторе (срб)
- Дебели и мршави (срб)
- Јагоде у грлу (срб)
- Тајванска канаста (срб)
- Индијско огледало (срб)
- Држање за ваздух (срб)
- Ада (срб)
- Шест дана јуна (срб)
- У затвору (срб)
- Жикина династија (срб)
- Оркестар једне младости (срб)
- Време леопарда (срб+Мозамбик)
- Отац на службеном путу (срб+бих)
- И то ће проћи (срб+бих)
- За срећу је потребно троје (хрв+срб)
- Дивљи ветар (Дикий ветер) (срб+хрв+СССР)
- Црвени и црни (хрв)
- Кућа на пијеску (хрв)
- На истарски начин (хрв)
- Хорватов избор (хрв)
- Од петка до петка (хрв)
- Љубавна писма с предумишљајем (хрв)
- Антиказанова (хрв+Велика Британија)
- Чвор (Јазол) (мак)
- Одбојник (Butnskala) (сло)
- Наш човек (Naš človek) (сло)
- Лето у шкољци (Poletje v školjki) (сло)
- Доктор (сло)
- Christophoros (сло)
- Овни ин мамути (сло)

### 1986.
- Шмекер (срб)
- Мајстор и Шампита (срб)
- Развод на одређено време (срб)
- Шпадијер-један живот (срб)
- Мис (срб)
- Црна Марија (срб)
- Секула и његове жене (срб)
- Друга Жикина династија (срб)
- Освета (срб+Немачка)
- Лепота порока (цг+срб)
- Добровољци (цг+срб)
- Протестни албум (срб+бих)
- Од злата јабука (срб+бих)
- Лијепе жене пролазе кроз град (срб+бих+хрв)
- Сан о ружи (хрв+срб)
- Срећна нова '49. (мак+срб)
- Посљедњи скретничар узаног колосијека (бих)
- Вечерња звона (хрв)
- Обећана земља (хрв)
- Време без бајки (Čas brez pravljic) (сло)
- Корморан (сло)
- Излет (Pikniku) (кос/алб)

### 1987.
- Октобарфест (срб)
- Лагер Ниш (срб)
- На путу за Катангу (срб)
- Догодило се на данашњи дан (срб)
- Луталица (срб)
- Тесна кожа 2 (срб)
- Хајде да се волимо (срб)
- Случај Хармс (срб)
- Ово мало душе (бих+срб)
- Био једном један Снешко (The Magic Snowman) (срб+САД)
- Заљубљени (Die Verliebten) (срб+Немачка)
- У име народа (цг+срб)
- Већ виђено (срб+хрв+Велика Британија)
- Увек спремне жене (срб+хрв)
- Анђео чувар (срб+хрв)
- Краљева завршница (срб+хрв)
- Официр с ружом (хрв+срб)
- Марјуча или смрт (хрв+срб)
- Криминалци (Hudodelci) (сло+срб)
- Осуђени (хрв)
- Хај-Фај (Hi-Fi) (мак)
- Прави гусар (Čisto pravi gusar) (сло)
- Љубави Бланке Колак (Ljubezni Blanke Kolak) (сло)
- Живела слобода (Živela svoboda) (сло)
- Мој тата, социјалистички кулак (Moj ata, socialistični kulak) (сло)

### 1988.
- Браћа по матери (срб)
- Заборављени (срб)
- За сада без доброг наслова (срб)
- Сунцокрети (срб)
- Тајна манастирске ракије (срб)
- Шпијун на штиклама (срб)
- Једног лепог дана (срб)
- Кућа поред пруге (срб)
- Шта радиш вечерас (срб)
- Други човек (срб)
- Тако се калио челик (срб)
- Тесна кожа 3 (срб)
- Нека чудна земља (срб)
- Сулуде године (срб)
- Ортаци (срб)
- Ванбрачна путовања (срб)
- Пут на југ (El Camino del Sur) (срб+Велика Британија+Аргентина)
- Азра (бих+срб)
- Клопка (бих+срб)
- Чавка (срб+хрв)
- Живот са стрицем (хрв+срб)
- Вила Орхидеја (хрв+срб+Велика Британија)
- Ремингтон (сло+срб)
- Дом за вешање (бих+Велика Британија+Италија)
- Глембајеви (хрв)
- Халоа — празник курви (хрв)
- Сокол га није волио (хрв)
- У средини мојих дана (хрв)
- Викенд мртваца (Викенд на мртовци) (мак)
- Отпадник (Odpadnik) (сло)
- Лето у шкољци 2 (Poletje v školjki 2) (сло)
- Маја и ванземаљац (Maja in vesoljček) (сло)
- P.S. Post Scriptum (сло)
- Чувари магле (Rojet e mjegulles) (кос/алб)

### 1989.
- Балкан експрес 2 (срб)
- Време чуда (срб)
- Бој на Косову (срб)
- Полтрон (срб)
- Последњи круг у Монци (срб)
- Урош блесави (срб)
- Бољи живот (срб)
- Вампири су међу нама (срб)
- Најбољи (срб)
- Масмедиологија на Балкану (срб)
- Атоски вртови - преображење (срб)
- Хајде да се волимо 2 (срб)
- Хепиенд (срб)
- Сеобе (срб+Француска)
- Борис Годунов (Boris Godounov) (срб+Француска+Шпанија)
- Искушавање ђавола (цг+срб)
- Кудуз (бих+срб)
- Жена с крајоликом (срб+бих)
- Сабирни центар (срб+хрв)
- Како је пропао рокенрол (срб+хрв)
- Хамбург Алтона (срб+хрв)
- Донатор (хрв)
- Човек који је волио спроводе (хрв)
- Ђавољи рај (хрв+Велика Британија)
- Диплома за смрт (хрв)
- Повратак Катарине Кожул (хрв)
- Ветар у мрежи (Veter v mreži) (сло)
- Неко други (Nekdo drug) (сло)
- Кафе Асториа (Kavarna Astoria) (сло)

### 1990.
- Почетни ударац (срб)
- Граница (срб)
- Чудна ноћ (срб)
- Свето место (срб)
- Belle epoque (Последњи валцер у Сарајеву) (срб)
- Цубок (срб)
- Хајде да се волимо 3 (срб)
- Секс - партијски непријатељ бр. 1 (срб+бих)
- Станица обичних возова (срб+бих)
- Глуви барут (срб+бих+хрв)
- Стела (хрв+срб)
- Орао (хрв)
- Љето за сјећање (хрв)
- Карневал, анђео и прах (хрв)
- Шкољка шуми (хрв)
- Тамничари (Ječarji) (сло)
- Вештачки рај (Umetni raj) (сло)
- Децембарска киша (сло)
- До краја и даље (сло)

### 1991.
- Мала (срб)
- Оригинал фалсификата (срб)
- Ноћ у кући моје мајке (срб)
- Свемирци су криви за све (срб)
- Тесна кожа 4 (срб)
- Секула се опет жени (срб)
- Stand by (срб)
- Вирџина (срб+хрв)
- Брачна путовања (бих)
- Празник у Сарајеву (бих)
- Ђука Беговић (хрв)
- Чаруга (хрв+сло)
- Тетовирање (мак)
- Срчна дама (сло)
- Операција Картиер (сло)

## Филмови од 1992. до 2003.
СР Југославија

### 1992.
- Танго аргентино (срб)
- Жикина женидба (срб)
- Секула невино оптужен (срб)
- Полицајац са Петловог брда (срб)
- Проклета је Америка (срб)
- Тито и ја (срб)
- Велика фрка (срб)
- Ми нисмо анђели (срб)
- Црни бомбардер (срб)
- Дезертер (срб)
- Булевар револуције (срб)
- Увод у други живот (срб)
- Јевреји долазе (срб)

### 1993.
- Горила се купа у подне (Gorilla Bathes At Noon) (срб+Немачка)
- Три карте за Холивуд (срб)
- Кажи зашто ме остави (срб)
- Пун месец над Београдом (срб)
- Боље од бекства (срб)
- Византијско плаво (срб)
- Обрачун у Казино Кабареу (срб)

### 1994.
- Биће боље (срб)
- Слатко од снова (срб)
- Дневник увреда 1993.
- Ни на небу, ни на земљи (срб)
- Вуковар, једна прича (срб+САД+Италија)
- Скерцо (срб)
- Рођен као ратник (срб+САД)

### 1995.
- Дупе од мрамора (Marble Ass) (срб)
- Пакет аранжман (срб)
- Тераса на крову (срб)
- Подземље (Underground) (срб+Француска+Немачка)
- Туђа Америка (Someone else's America) (срб+Француска+Немачка+Грчка+Велика Британија)
- Урнебесна трагедија (срб+Бугарска+Француска)
- Тамна је ноћ (срб)
- Трећа срећа (срб)
- Убиство с предумишљајем (срб)

### 1996.
- Нечиста крв (срб)
- Лепа села лепо горе (срб)
- Довиђења у Чикагу (срб)

### 1997.
- До коске (срб)
- Балканска правила (срб+Грчка)
- Буђење пролећа (срб)
- Танго је тужна мисао која се плеше (срб)
- Птице које не полете (срб)
- Три летња дана (срб)
- Рођени сјутра (цг)

### 1998.
- Стршљен (срб+Италија+Бугарска)
- Три палме за две битанге и рибицу (срб)
- Ране (срб+Немачка)
- Купи ми Елиота (срб)
- Црна мачка бели мачор (срб+Немачка+Француска+Аустрија+Грчка+САД)
- Лајање на звезде
- Буре барута (Cabaret Balkan) (срб+Македонија+Француска+Грчка+Турска)
- Повратак лопова (срб)
- Точкови (срб)
- Куд плови овај брод (цг+Словенија+срб+Мађарска)

### 1999.
- Нож (срб)
- Бело одело (срб+Велика Британија)
- Рањена земља (срб)
- У име оца и сина (срб+цг)

### 2000.
- Земља истине, љубави и слободе (срб)
- Небеска удица (срб+Италија)
- Сенке успомена (срб)
- Механизам (срб)
- Рат уживо (срб)
- Дорћол-Менхетн (срб)
- Тајна породичног блага (срб)

### 2001.
- Нормални људи (срб)
- Сељаци (срб)
- Муње! (срб)
- Наташа (срб)
- Апсолутних сто (срб)
- Бумеранг (срб)
- Виртуелна стварност (срб)
- Она воли Звезду (срб)
- Све је за људе (срб)

### 2002.
- Т. Т. Синдром (срб)
- Рингераја (срб)
- Мала ноћна музика (срб)
- Један на један (срб)
- Мртав ладан (срб)
- Држава мртвих (срб)
- Лавиринт (срб)
- Зона Замфирова (срб)
- Кордон (срб)